# Projeto Donas da Rua

A Mônica foi retratada como a atriz Emma Watson no Projeto Donas da Rua

O Projeto Donas da Rua é um projeto contínuo de ciberativismo feminista criado pela Mauricio de Sousa Produções (MSP) em 2016. O projeto nasceu após a empresa virar signatária dos Princípios de Empoderamento das Mulheres da ONU Mulheres. De acordo com Mônica Sousa, diretora executiva da MSP, o projeto tem o objetivo de empoderar meninas. Uma das principais iniciativas é agregar histórias de empoderamento feminino. Outras iniciativas importantes são o Donas da Rua da História, onde são disponibilizadas informações de mulheres importantes da história, que são retratadas como personagens famosas da MSP, e o lançamento oficial da personagem Milena, a primeira menina negra nas histórias da Turma da Mônica.

## Projeto
Sua inspiração veio quando a MSP foi convidada para palestrar na ONU sobre a Mônica como referência de empoderamento feminino. Em uma das apresentações, foi demonstrado que meninas até 6 anos desenhavam super-heróis como mulheres, mas depois dessa idade elas passam a retratá-los como homens. Isso porque suas principais referências em cargos de importância são quase sempre masculinas. De acordo com Mônica Sousa, "percebemos que tínhamos personagens femininos muito fortes e que não há nenhuma profissão que elas não possam ter", e eles começaram a retratá-las como mulheres importantes da história, como Katherine Johnson.
O projeto foi lançado oficialmente em 8 de março de 2016, no Dia Internacional da Mulher, protagonizado pela Mônica e pela Magali. Na data, foi lançado a hashtag #DonasDaRua nas redes sociais Instagram e Facebook, baseada na hashtag #HeForShe, da ONU Mulheres. Também foi anunciado a criação de uma plataforma interativa onde as garotas poderiam enviar textos e vídeos contando “o que as fazem sentir-se como Donas da Rua”. O site foi inalgurado em novembro. Ele disponibiliza informações das personagens da MSP e a seção Donas da Rua da História, além de quadrinhos sobre o assunto. Na Donas da Rua da História, foram publicadas informações de mulheres importantes da história, que são retratadas como personagens famosas da Turma da Mônica. As imagens e informações também foram disponibilizadas em exposições de arte, como no Conjunto Nacional e o SP Market em São Paulo, Shopping Vale Sul em São José dos Campos, Midway Mall em Natal e Itaquaquecetuba. Na exposição no Conjunto Nacional em 2020, foi criado um trono forrado de Sansões, o coelhinho da Mônica, para que os visitantes pudessem tirar fotos nele.

Milena é a primeira menina negra da Turma da Mônica

Nos quadrinhos, as tirinhas das últimas páginas dos gibis da Turma da Mônica foram dedicadas ao empoderamento feminino, mostrando a força das personagens da MSP. Também houve mudanças importantes nos pais das crianças. Eles passaram a ter uma divisão mais igualitária nas tarefas de casa e as mães desenvolveram seu lado profissional. O avental, presente no design das mães desde os anos 60, foi retirado. Os garotos do Bairro do Limoeiro também pararam de chamar a Mônica de "gorducha". Em janeiro de 2019, na 45ª edição da revista Turma da Mônica, foi lançada a Milena, a primeira menina negra da turma, roteirizada por Rafael Calça, coautor da graphic MSP Jeremias – Pele. Ela foi apresentada oficialmente pela primeira vez no dia 18, pelas redes sociais. Em julho de 2021, a MSP, com parceria da Sebrae, lançou o Donas da Rua Empreendedorismo, para incentivar o empreendedorismo entre mulheres. Todo o mês, é publicada uma HQ sobre o tema.
A MSP realizou diversas outras ações. Foram postadas imagens nas redes sociais da Mônica representando ícones brasileiros, como Ayrton Senna e a youtuber Lorena, do canal Careca TV. O Soccer Camp Donas da Rua, um torneio de futebol apenas para meninas que acontecia desde 2015, foi organizado dentro do escopo do projeto. Em 2017, a MSP realizou o evento Corrida Donas da Rua. Mônica Sousa participou de debates sobre empoderamento feminino, como com MC Soffia. Foi lançado uma linha de esmaltes, roupas e outros produtos, como canecos e bonés. Em 25 de novembro de 2016, a Mônica particiou do Dia Internacional pela Eliminação da Violência contra a Mulher, onde seu vestido vermelho foi trocado pela cor laranja. Em 8 de março de 2018, foi lançado a música tema do projeto, cantada pela Mônica. No mesmo mês, o Centro de Tradições Nordestinas imprimiu 5 mil pôsteres que homenageavam Rachel de Queiroz, a primeira mulher a entrar na Academia Brasileira de Letras.

## Os 10 fundamentos de donas da rua
O projeto acontece dentro de dez fundamentos básicos:
- Empoderamento de meninas
- Identidade
- Igualdade de direitos
- Diversidade
- Acesso a serviços de saúde
- Acesso à educação de qualidade
- Oportunidades
- Autoestima
- Segurança das meninas e direito à proteção
- Acesso aos esportes

## Impacto
Em 2018, a Avianca lançou o Projeto Donas do Ar, que foi inspirado pelo Projeto Donas da Rua. Ele tem como objetido ajudar garotas que querem se tornar pilotos de avião. No mesmo ano, a Avon, que já era signatária da ONU Mulheres, iniciou parceria com a MSP.

## Homenageadas
As seguintes pessoas foram homenageadas pelo projeto:
- Carminha como Susan Kare
- Milena como Tia Ciata
- Milena como Cida Bento
- Tábata como Petronilha Gonçalves e Silva
- Jurema como Carmézia Emiliano
- Dorinha como Carol Santiago
- Tábata como Sister Rosetta Tharpe
- Keika como Tizuka Yamazaki
- Cascuda como Anne L'Huillier
- Mônica como Carrie Fisher
- Sueli como Mariana Yaelen
- Keika como Emy Yamauchi
- Tati como Liane Collares
- Mônica como Mirian Goldenberg
- Milena como Valerie Thomas
- Jurema como Eliane Potiguara
- Milena como Zezé Motta
- Marina como Tamires Dias
- Tábata como Sisleide Lima
- Bonga como Iracema Ferreira
- Milena como Cristiane Rozeira
- Keika como Tae Suzuki
- Magali como Hedy Lamarr
- Mônica como Ruth Rocha
- Mônica como Mônica Sousa
- Milena como Glória Maria
- Aninha como Lorrane Olivlet
- Milena como Deh Bastos
- Milena como Dandara dos Palmares
- Milena como Antonieta de Barros
- Rosinha como Maryna Viazovska
- Mônica como Dulce Cardoso
- Marina como Joana Bértholo
- Milena como Djaimilia Pereira de Almeida
- Magali como Teolinda Gersão
- Milena como Maya Angelou
- Tati como Jéssica Pereira
- Milena como Bell Hooks
- Aninha como Verena Paccola
- Milena como Mae Jemison
- Milena como Ingrid Silva
- Milena como Aretha Duarte
- Dorinha como Thalita Simplicio
- Carminha como Angela Olinto
- Denise como Martine Grael
e Aninha como Kahena Kunze
- Milena como Aline Silva
- Aninha como Bruna Takahashi
- Milena como Vitória Rosa
- Rosinha como Mayra Aguiar
- Mônica como Pia Sundhage
- Marina como Agatha Rippel
- Milena como Tereza de Benguela
- Milena como Enedina Marques
- Magali como Lindsay Camila
- Denise como Jerônima Mesquita
- Tati como Paula Werneck
- Milena como Ngozi Okonjo-Iweala
- Mônica como Alcione Albanesi
- Mônica como Clarice Lispector
- Milena como Ruth Guimarães
- Magali como Lygia Fagundes Telles
- Denise como Mary Shelley
- Milena como Maria Firmina dos Reis
- Rosinha como Cora Coralina
- Marina como Cecília Meireles
- Mônica como Rachel de Queiroz
- Milena como Toni Morrison
- Marina como Andrea Ghez
- Denise como Emmanuelle Charpentier
e Carminha como Jennifer Doudna
- Cascuda como Ana Fontes
- Magali como Maria Montessori
- Milena como Jaqueline Conceição
- Dorinha como Anne Sullivan
- Rosinha como Emilia Ferreiro
- Milena como Adriana Barbosa
- Denise como Celina Turchi
- Denise como Sylvia Earle
- Marina como Lupe Hernandez
- Mônica como Ana Néri
- Magali como Florence Nightingale
- Keika como Ho Yeh Li
- Tati como Cacai Bauer
- Magali como Ester Cerdeira Sabino
e Milena como Jaqueline Goes de Jesus
- Rosinha como Neiva Guedes
- Mônica como Sílvia Grecco
- Tati como Débora Seabra de Moura
- Mônica como Emma Watson
- Marina como Bertha Lutz
- Aninha como Katie Bouman
- Milena como Janeth Arcain
- Milena como Miraíldes Formiga
- Tati como Tathi Piancastelli
- Milena como Katherine Johnson
- Cascuda como Maria Esther Bueno
- Bonga como Rafaela Silva
- Mônica como Malala Yousafzai
- Bonga como Carolina Maria de Jesus
- Aninha como Kathrine Switzer
- Dorinha como Dorina Nowill
- Cascuda como Marie Curie
- Magali como Ada Lovelace
- Keika como Yayoi Kusama
- Magali como Tarsila do Amaral
- Marina como Marina Abramović
- Bonga como Lorna Simpson
- Keika como Tomie Ohtake
- Mônica como Frida Kahlo
- Marina como Anita Malfatti
- Cascuda como Lygia Clark